# Teclea
Teclea là một chi thực vật thuộc họ Rutaceae. Chi này có các loài sau (tuy nhiên danh sách này có thể chưa đủ):
- Teclea carpopunctifera, A. Chev.